# Escândalo da talidomida

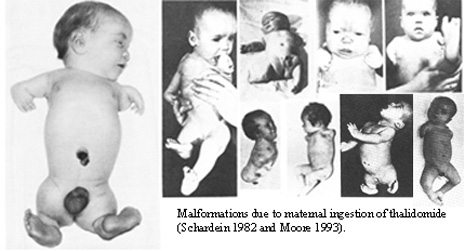
Casos de focomelia grave induzida pela talidomida.

No final da década de 1950 e início da década de 1960, o uso da talidomida em 46 países por mulheres que estavam grávidas ou que posteriormente engravidaram resultou no “maior desastre médico causado pelo homem de todos os tempos”, com mais de 10 000 crianças nascidas com uma série de deformidades graves, como focomelia, além de milhares de abortos espontâneos.
A talidomida foi introduzida no mercado no ano de 1953 como tranquilizante e mais tarde comercializada pela empresa farmacêutica alemã Chemie Grünenthal sob o nome comercial Contergan como um medicamento para ansiedade, dificuldade para dormir, tensão e enjoos matinais. Começou a ser utilizado como sedativo e medicamento para enjoos matinais, sem ter sido testado em mulheres grávidas. Embora inicialmente considerado seguro durante a gravidez, preocupações com defeitos congênitos foram observadas em 1961, e o medicamento foi retirado do mercado na Europa naquele ano.

## Desenvolvimento da talidomida

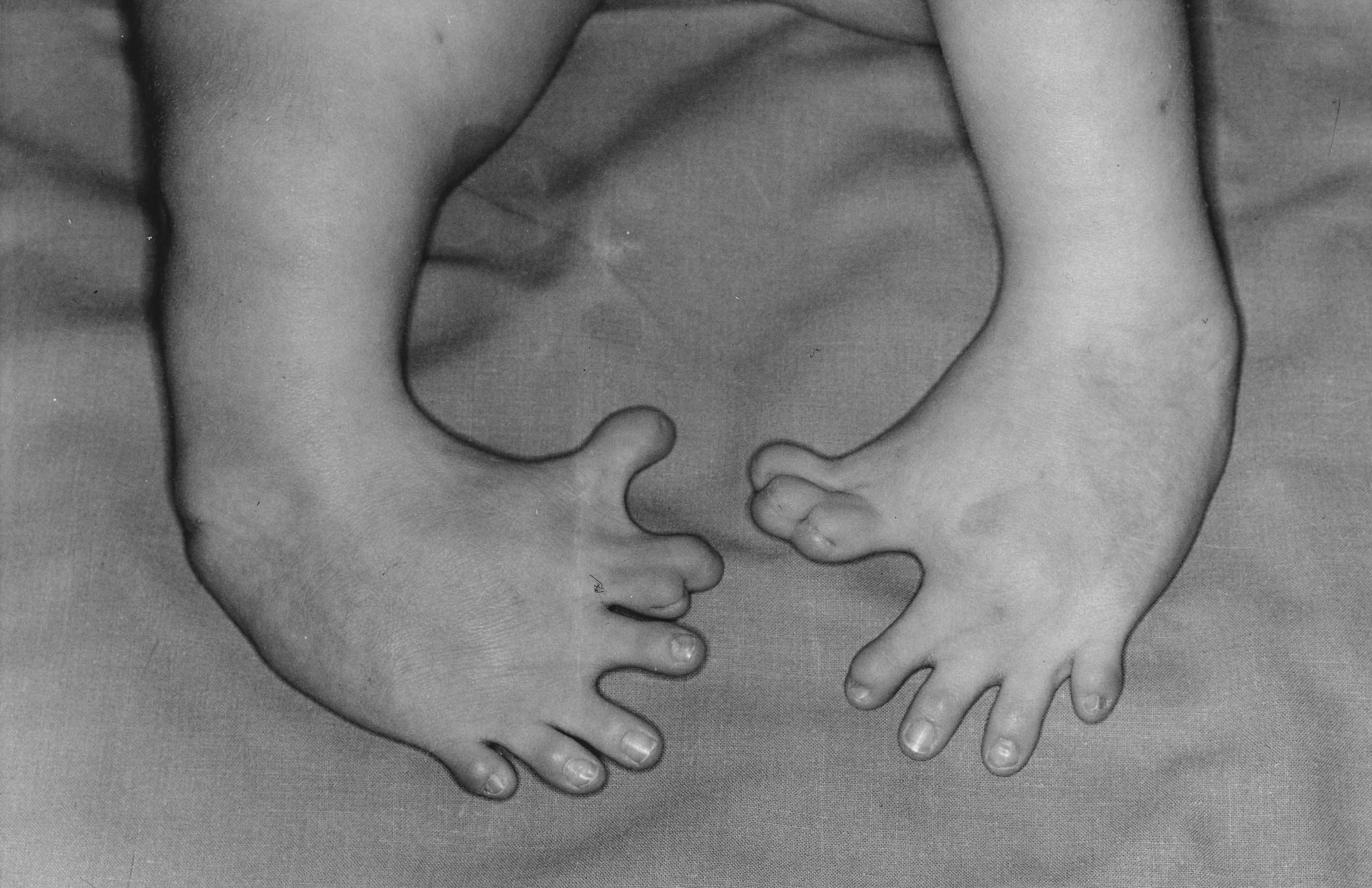
Bebê nasceu de mãe que tomou talidomida durante a gravidez

A talidomida foi desenvolvida pela primeira vez como tranquilizante pela empresa farmacêutica suíça Ciba em 1953. Em 1954, a Ciba abandonou o produto e este foi adquirido pela empresa farmacêutica alemã Chemie Grünenthal.  A empresa foi fundada por Hermann Wirtz, Sr, um membro do Partido Nazista, após a Segunda Guerra Mundial como uma subsidiária da empresa da família Mäurer & Wirtz. O objetivo inicial da empresa era desenvolver antibióticos para os quais houvesse uma necessidade urgente no mercado. Wirtz nomeou o químico Heinrich Mückter, que escapou de um processo por crimes de guerra por seus experimentos em prisioneiros de campos de concentração nazistas, para chefiar o programa de desenvolvimento devido à sua experiência na pesquisa e produção de uma vacina antitifo para a Alemanha nazista.  Ele contratou Martin Staemmler, médico e principal defensor do programa de eugenia nazista, como chefe de patologia, bem como Heinz Baumkötter, médico-chefe do campo de concentração de Sachsenhausen, e Otto Ambros, químico e criminoso de guerra nazista. Ambros foi presidente do comitê consultivo da Grünenthal durante o desenvolvimento da talidomida e membro do conselho quando o Contergan foi vendido.

## Crise de defeitos congênitos
O número total de pessoas afetadas pelo uso da talidomida durante a gravidez é estimado em mais de 10 000, das quais aproximadamente 40 por cento morreram durante ou pouco depois do nascimento.  Aqueles que sobreviveram tinham defeitos nos membros, olhos, trato urinário e coração.  A sua entrada inicial no mercado dos EUA foi impedida por Frances Oldham Kelsey, da Food and Drug Administration (FDA) dos EUA. Os defeitos congênitos da talidomida levaram ao desenvolvimento de uma maior regulamentação e monitoramento de medicamentos em muitos países. A gravidade e a localização das deformidades dependiam de quantos dias de gravidez a mãe estava antes de iniciar o tratamento; a talidomida tomada no 20º dia de gravidez causou danos cerebrais centrais, o dia 21 danificaria os olhos, o dia 22 as orelhas e o rosto, o dia 24 os braços e ocorreriam danos nas pernas se tomada até o dia 28. A talidomida não causou danos ao feto se tomado após 42 dias de gestação. Não se sabe exatamente quantas vítimas mundiais da embriopatia da talidomida ocorreram, embora as estimativas variem entre 10 000 e 20 000.

## Resposta ao escândalo
Os inúmeros relatos de malformações em bebês trouxeram a conscientização sobre os efeitos colaterais do medicamento nas gestantes. Os defeitos congênitos causados pela droga talidomida podem variar de malformações moderadas a formas mais graves. Possíveis defeitos congênitos incluem focomelia, dismelia, amelia, hipoplasticidade óssea e outros defeitos congênitos que afetam o ouvido, o coração ou órgãos internos. A droga afetava os recém-nascidos, a gravidade de suas deformidades e revisou a droga em seus primeiros anos. Webb, em 1963, também revisou a história da droga e as diferentes formas de defeitos congênitos que ela causou, tendo declarado que a forma mais comum de defeitos congênitos causados pela talidomida são os membros encurtados, sendo os braços afetados com mais frequência. Essa síndrome é a presença de deformidades dos ossos longos dos membros, resultando em encurtamento e outras anormalidades.

### Julgamento criminal da Grünenthal
Em 1968, teve início um grande julgamento criminal na Alemanha Ocidental, acusando vários funcionários da Grünenthal de homicídio e ferimentos por negligência. Depois que Grünenthal fez um acordo com as vítimas em abril de 1970, o julgamento terminou em dezembro de 1970 sem qualquer determinação de culpa. Como parte do acordo, a Grünenthal pagou 100 milhões de marcos alemães a uma fundação especial; o governo da Alemanha Ocidental adicionou 320 milhões de marcos alemães. A fundação pagou às vítimas uma quantia única de 2.500 a 25.000 de marcos alemães (dependendo da gravidade da deficiência) e uma bolsa mensal de 100 a 450 marcos alemães. Desde então, os estipêndios mensais foram aumentados substancialmente e agora são pagos inteiramente pelo governo (já que a fundação ficou sem dinheiro). A Grünenthal pagou outros 50 milhões de euros à fundação em 2008.
Em 31 de agosto de 2012, o diretor executivo da Grünenthal, Harald F. Stock – que atuou como diretor executivo da Grünenthal GmbH de janeiro de 2009 a 28 de maio de 2013 – pediu desculpas pela primeira vez por produzir o medicamento e permanecer em silêncio sobre os defeitos congênitos. Numa cerimónia, Stock inaugurou a estátua de uma criança deficiente para simbolizar as pessoas prejudicadas pela talidomida e pediu desculpa por não ter tentado contactar as vítimas durante mais de 50 anos. No momento do pedido de desculpas, havia entre 5 000 e 6 000 pessoas que ainda viviam com defeitos congénitos relacionados com a talidomida. Os defensores das vítimas chamaram o pedido de desculpas de "insultuoso" e "muito pouco, muito tarde", e criticaram a empresa por não compensar as vítimas e por alegar que ninguém poderia saber dos danos que a droga causou, argumentando que havia muitos sinais de alerta a época.

## Mudança nas regulamentações sobre medicamentos
O desastre levou muitos países a introduzir regras mais rígidas para o teste e licenciamento de medicamentos, como a Emenda Kefauver Harris (EUA), a Diretiva 65/65/EEC1 (UE), e a Lei de Medicamentos de 1968 (Reino Unido). Nos Estados Unidos, as novas regulamentações fortaleceram o FDA, entre outras maneiras, exigindo que os requerentes comprovassem a eficácia e divulgassem todos os efeitos colaterais encontrados nos testes. A FDA iniciou posteriormente a Implementação do Estudo de Eficácia de Medicamentos para reclassificar medicamentos já existentes no mercado.